# Zecca
Zecca, mletačka kovnica novca osnovana u devetom stoljeću, a prestala raditi 1866.
Povijest kovnice počinje od 810. godine i naselja Malamocco na venecijanskom Lidu gdje se je tada nalazila Duždeva palača, preseljenjem dužda i većine stanovnika na Rialto, seli se i Zecca. Od 1112., godine kovnica djeluje u zgradi koja se nalazila u župi San Bartolomeo, negdje kod mosta Rialto, za dužda Ordelafa Faliera (1102. – 1118.) zgrada je prodana mletačkoj državi .
U vrijeme vladavine dužda Jacopa Tiepola (1229. – 1249.) Zecca je 1229. godine postala nezavisna državna institucija. Za dužda Pietra Gradeniga (1289. – 1311.) Zecca je preseljena u novi prostor, pored Trga sv. Marka, zato da bude bliže Velikom vijeću (Consiglio Maggiore).
U drugoj polovici šesnaestog stoljeća, Zecca seli u novu zgradu koju je projektirao Jacopo Sansovino kao tipičnu renesansnu palaču. U novoj zgradi se kuje do dva milijuna kovanica (dukata od zlata i srebra) godišnje. Zecca je nastavila svoju aktivnost i pod habsburškom vladavinom. Zecca je prestala raditi 1866. godine, kad je Venecija pripojena Kraljevini Italiji.